# Makruk

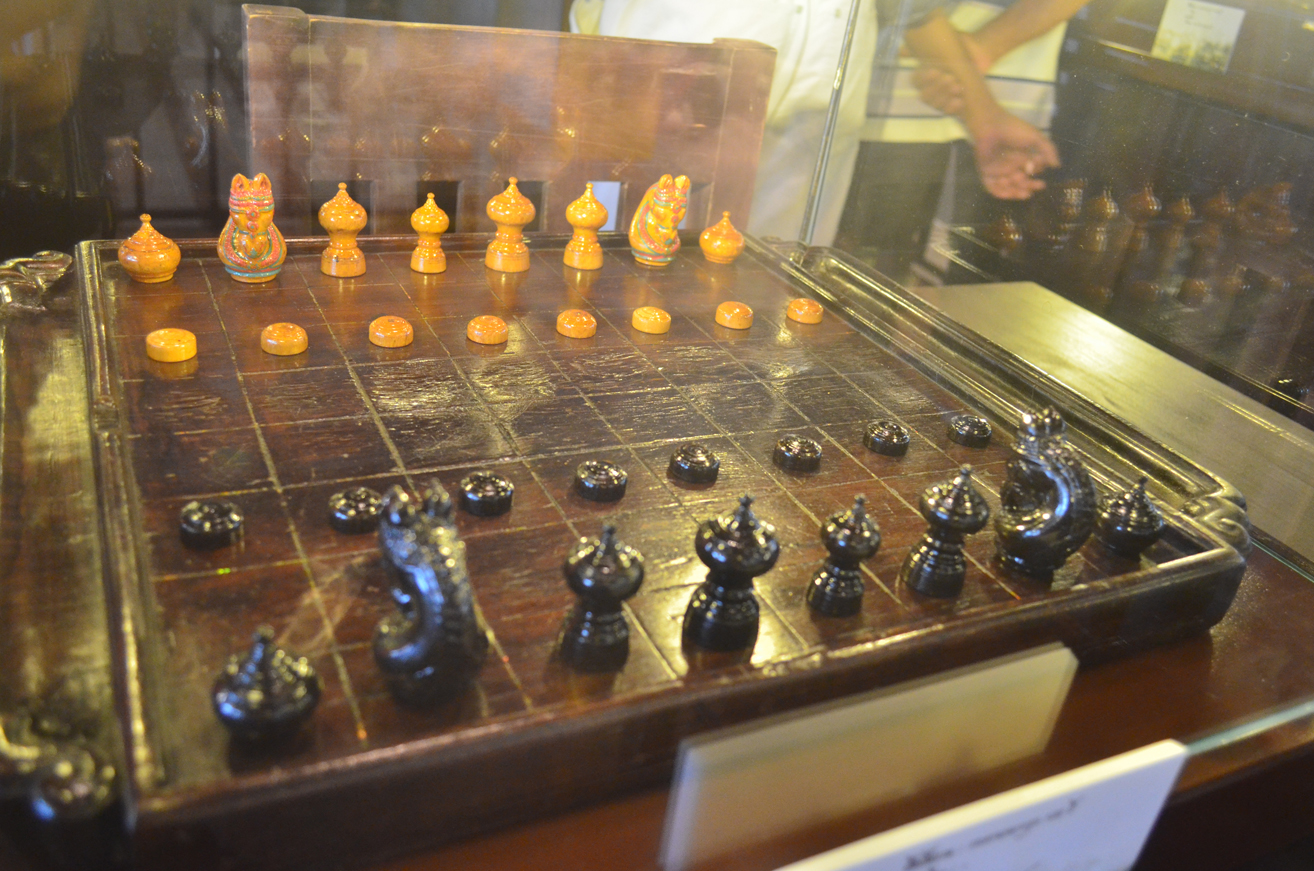
Makruk

Makruk (thailändisch หมากรุก, [màːk.rúk]) ist der Name des thailändischen Schachspieles. Seine Regeln sind dem westlichen Schach ähnlicher als dies bei anderen asiatischen Varianten wie Xiangqi oder Shōgi der Fall ist, es gibt jedoch auch einige Übereinstimmungen mit diesen beiden Spielen.

## Das Spielbrett und die Figuren
Gespielt wird wie beim Schach auf einem 8×8 Felder großen Brett mit 16 Figuren je Spieler. Anders als bei den meisten asiatischen Varianten üblich sind die Figuren wirklich dreidimensional, es sind also nicht nur unterschiedlich beschriftete Spielsteine.
Bei den Spielfiguren handelt es sich um:
- einen Anführer (Kun ขุน), zieht ein Feld in diagonaler oder gerader Richtung; wie der König beim Schach
- einen Wesir (Med เม็ด),  zieht ein Feld diagonal
- zwei Bäume (Con โคน), ziehen ein Feld diagonal oder gerade vorwärts (Richtung gegnerische Brettseite), wie ein Silbergeneral im Shōgi
- zwei Pferde (Ma ม้า), ziehen wie ein Springer
- zwei Boote (Rua เรือ). ziehen in gerader Richtung beliebig weit, also wie ein Turm
- acht Bauern (Bia เบี้ย), ziehen wie die Bauern beim Schach, haben aber keinen Doppelzug. Bei Erreichen der sechsten bzw. dritten Reihe (Startreihe der gegnerischen Bauern) werden sie zu Wesiren befördert

Anstelle der nicht vorhandenen Rochade kann der König einmal im Spiel einen Sprung wie ein Pferd vollziehen.
Einige Varianten erlauben dem Wesir als ersten Zug einen Doppelzug.

## Die Grundaufstellung
Die Grundaufstellung entspricht im Wesentlichen der des Schachs. In der letzten Reihe werden also die Figuren in der Reihenfolge Boot, Pferd, Baum, König, Wesir aufgestellt (von links nach rechts, dann spiegelbildlich). Zu beachten ist hierbei, dass dies für weiß und schwarz gilt, das heißt anders als im Schach stehen die beiden Könige nicht in der gleichen Linie.
Im Gegensatz zum Schach, aber analog zum Shōgi, sind die Bauern eine Reihe vorgezogen, das heißt, sie stehen in der 3. und 6. Reihe statt in der 2. bzw. 7. Außerdem werden sie grundsätzlich nur in Wesire umgewandelt, und zwar auf der 6. und 3. Reihe statt auf der 8. bzw. 1. Reihe.

## Spielende
Das Ziel des Spiels ist es, den Gegner mattzusetzen, Patt ist Remis.
Im Endspiel kann der sich im Nachteil befindende Spieler auf die „Zählung“ hoffen. Die Zählung dient dazu, dass der sich im Vorteil befindende Spieler sein Spiel nicht allzu lang fortsetzt und in einer bestimmten Anzahl von Zügen den Gegner matt setzen muss. Schafft der sich im Vorteil befindende Spieler dies nicht, so endet die Partie remis.
Es gibt zwei verschiedene Zählungen:

### Die Brettzählung
Diese kann erfolgen, sobald kein Bauer mehr auf dem Brett steht. (Die zu Wesir bzw. zu „Med“ werdenden Bauern zählen nicht als Bauer.) Der sich im Nachteil befindende Spieler kann mit der Zählung beginnen. Schafft der sich im Vorteil befindende Spieler es nicht, seinen Widerpart in 64 Zügen matt zu setzen, endet die Partie remis. Die Zählung startet bei 1.

### Die Figurenzählung
Hat ein Spieler nur noch den König auf dem Brett, kann er Figurenzählung beantragen. Der sich im Vorteil befindende Spieler hat nachfolgend so viel Zeit, um den Gegner matt zu setzen.
| 2 Rua   | 8 Züge  |
| 1 Rua   | 16 Züge |
| 2 Con   | 22 Züge |
| 2 Ma    | 32 Züge |
| 1 Con   | 44 Züge |
| 1 Ma    | 64 Züge |
| nur Med | 64 Züge |

Die Zählung startet nicht bei 1, wie bei der Brettzählung, sondern bei 1 plus der Anzahl der auf dem Brett befindlichen Figuren. Das Spiel endet remis sobald die vorgegebene Zugzahl überschritten wird. Es wird keine neue Zählung gestartet wenn eine Figur geschlagen wurde.

### Beispiele

#### 1. Beispiel
Weiß: 1 Rua 2 Med; Schwarz: nur Kun
Schwarz kann Figurenzählung beantragen und zählt mit seinem Zug 6 (1 Kun weiß, 1 Rua weiß, 2 Med weiß, 1 Kun schwarz = 5 und die Zählung 1 = 6). So hat der Gegner noch genau 11 Züge Zeit, den Gegner matt zu setzen. Stünde auf dem Brett statt eines Rua ein Con, hätte Weiß noch 45 - 6 = 39 Züge.

#### 2. Beispiel
Weiß: 1 Rua 2 Med; Schwarz: 1 Ma
Schwarz kann nur Brettzählung beantragen, weil er noch ein Ma hat. Würde im Laufe der Partie das Pferd geschlagen, so würde die Figurzählung beginnen (wie 1. Beispiel).

## Vorgabe
Es gibt nicht wie in Shōgi oder Go Vorgaben, dennoch findet man im thailändischen „Sumt“ (Schachclubs im thailändischen Sinne) extrem gute Spieler, die Vorgaben gewähren.
einfache Vorgabe:
- -1 Med
- -1 Con
- -1 Ma

umdrehen eines Rua (Rua wird in Med verwandelt)